# Leclercera duibaensis
Espèce
Leclercera duibaensis est une espèce d'araignées aranéomorphes de la famille des Psilodercidae.

## Distribution
Cette espèce est endémique du Tibet en Chine. Elle se rencontre à Shannan à 4 095 m d'altitude.

## Description
Le mâle holotype mesure 3,60 mm.

## Étymologie
Son nom d'espèce, composé de duiba et du suffixe latin -ensis, « qui vit dans, qui habite », lui a été donné en référence au lieu de sa découverte, Duiba.

## Publication originale
- Chang & Li, 2020 : Thirty-one new species of the spider genus Leclercera from Southeast Asia (Araneae, Psilodercidae). ZooKeys, no 913, p. 1-87 (texte intégral).